# Belette de montagne
Mustela altaica
Espèce
Statut de conservation UICN

 NT  : Quasi menacé
La Belette de montagne (Mustela altaica) est une espèce de carnivore de la famille des mustelidés.

## Description
La longueur du corps avec la tête est de 22 à 29 cm pour les mâles, pour une queue de 11 à 15 cm. Les mâles peuvent peser de 217 à 350 grammes.
Pour les femelles, le corps mesure 22 à 25 cm, avec une queue de 9 à 12 cm. Elles pèsent de 122 à 220 grammes.
La belette de montagne mue au printemps et en automne. La fourrure d'hiver est de couleur jaunâtre foncée au brun vermeil sur le dos, avec du jaune pâle au crème sur la gorge et le ventre. La partie supérieure de la tête comprise entre le museau et les oreilles est habituellement gris-brun plus foncée. La queue peut être plus rousse que le dos. La fourrure d'été est grise (avec une légère coloration brune) avec quelques traces jaune clair.
Les lèvres de ces belettes sont blanches, et le menton est grisâtre-brun pour des vibrisses blanchâtres.

## Répartition géographique et habitat
On la rencontre dans une grande partie de l'Asie : En Russie, au Kazakhstan, au Tibet et en général dans l'Himalaya, en Mongolie, au nord-est de la Chine, en Sibérie méridionale ainsi qu'en Corée.
La belette de montagne vit principalement dans la montagne à une altitude de 3 500 m ou plus.
On peut aussi la trouver dans le taïga, les steppes de montagnes, ou dans des terrains rocailleux, cependant, les observations suggèrent que ces espèces doivent pouvoir vivre dans une gamme plus étendue d'habitats (dunes de sable, parmi des roseaux, etc.). Elle peut vivre près des habitations humaines et niche alors dans des anfractuosités de roche, entre des racines d'arbre, ou encore dans le terrier d'autres rongeurs.

## Régime alimentaire
Les belettes de montagne sont principalement nocturnes, mais chassent de temps en temps pendant le jour. Elles sont très rapides et agiles, et savent nager et grimper aussi bien que courir.
Les campagnols et les pikas forment une partie importante du régime carnivore de la belette de montagne. Ces animaux peuvent également capturer des rats musqués, des écureuils terrestres, de jeunes lapins, de petits oiseaux, des lézards (en été), et en moindre quantité des grenouilles, des poissons, et des insectes. On a également observé le Mustela altaica mangeant des baies de genévrier dans certaines régions. Les observations en captivité suggèrent que la consommation quotidienne de viande est de 45-54 g (3-4 souris domestiques) pour un mâle adulte, bien qu'il puisse tuer davantage dans la nature. Quand les rongeurs abondent, on pense que ces animaux ne consomment seulement le sang et le cerveau.

## Reproduction
Le système de reproduction de la belette de montagne n'a pas été décrit.
Cependant, en se fondant sur le fait que les autres espèces du genre adoptent en général la polygynie (Et les mâles sont connus pour se disputer l'accès aux femelles lors de rudes combats), et compte tenu du conséquent dimorphisme sexuel que représente la grande différence de taille entre mâles et femelles, il serait cohérent de supposer que le même système d'accouplement est établi.
Selon certaines observations au Kazakhstan, l'accouplement se produit une fois par an, en février ou en mars. Des jeunes ont été vus au début de mai. La gestation dure de 30 à 49 jours, et aboutit à une portée de 1 à 8 jeunes. L'allaitement dure 2 mois, puis les jeunes commencent à mener des vies indépendantes.
Bien que la maturité sexuelle soit inconnue pour ces espèces, il est probable que, comme d'autres espèces du genre, les jeunes puissent se reproduire la saison suivante, quand ils ont tout juste un an.

## Vie sociale
La vie sociale de ces espèces n'est pas connue, mais la plupart des membres du genre sont relativement solitaires, excepté pour l'accouplement et pour leur première année.
Confrontées au danger, les belettes de montagne poussent des cris perçants et très forts, et produisent une sécrétion très odorante à l'aide de leurs glandes anales.

## Prédateurs
La belette de montagne étant très agressive, elle est loin de représenter une proie de choix pour les prédateurs mammifères : elle n'a probablement pas de prédateurs terrestres. Les seuls prédateurs qu'elle puisse avoir sont probablement aviaires, comme des hiboux ou des faucons.
À noter que certains la tuent pour sa fourrure.

## Rôle de l'espèce
- L'espèce peut être considérée comme gênante car on a reporté des attaques dans des élevages de volaille.
- Cependant, l'espèce est appréciée des milieux agricoles car elle tue certains rongeurs dévastateurs : Elle contribue probablement à réguler les populations de campagnols et de souris.

## Sous-espèces
Les différentes sous-espèces de la belette de montagne sont principalement différenciées par leur couleur, quelquefois plus claire ou plus foncée que la description générale fournie précédemment.
- Mustela altaica altaica Pallas, 1811
- Mustela altaica birulai (Ognev, 1928)
- Mustela altaica raddei (Ognev, 1928)
- Mustela altaica temon Hodgson, 1857
- Mustela altaica tsaidamensis (Hilzheimer, 1910)